# Alsózsidi templom
Várvölgy római katolikus műemlék temploma a falu Alsózsidnek nevezett részén áll (Kossuth u. 80., hrsz.: 204), ezért a Guzmán Szent Domonkosnak szentelt kegyhelyet többnyire csak „alsózsidi templomnak” nevezik. Műemlékvédelmi törzsszáma 5012.

## Története
A templom eredetileg a 14. század elején, Károly Róbert uralkodása idején építették gótikus stílusban, de a török időkben részben elpusztult. A megmaradt torony és szentély közé a 18. században építettek egy hajót, majd 1899-ben Radics Ákos tervei alapján neogótikus stílusban az egész épületet újjáépítették. A 18. századi hajót kibővítették és kereszthajóval egészítették ki; ekkor készült a sekrestye, az oldalkápolna és a szentélyfej is.

## Az épület leírása
A szabadon álló, kereszthajós templom szentélye poligonálisan záródik. Az épület a középkori szokásoknak megfelelően keletelt, ezért a szentély néz az utca felé, bejárata az ellentétes oldalon nyílik. Egyetlen tornya a nyugati (fő) homlokzata előtt áll; homlokzatait támpillérek erősítik. A hosszhajót és a szentélyt kontyolt nyeregtető, a kereszthajót nyeregtető fedi. A szentély mindkét oldalához poligonálisan záródó kápolna és sekrestye kapcsolódik.
A hajó és a szentély födéme bordás keresztboltozat. A karzatot a hajó bejárati oldalán (nyugaton) alakították ki. A szentély északi falán gótikus, szamárhátíves szentségház látható, a déli oldalon historizáló kettős ülőfülke.
Berendezését 1889-ben tiroli mesterek készítették. Orgonáját 1901-ben építették a Rieger testvérek. Tornyában van az ország legrégibb harangja, amit 1524-ben öntöttek.
Falán márványtábla emlékezik meg az I. világháború várvölgyi áldozatairól. A II. világháborúban elesettek emlékműve a templomkertben áll.

## Galéria

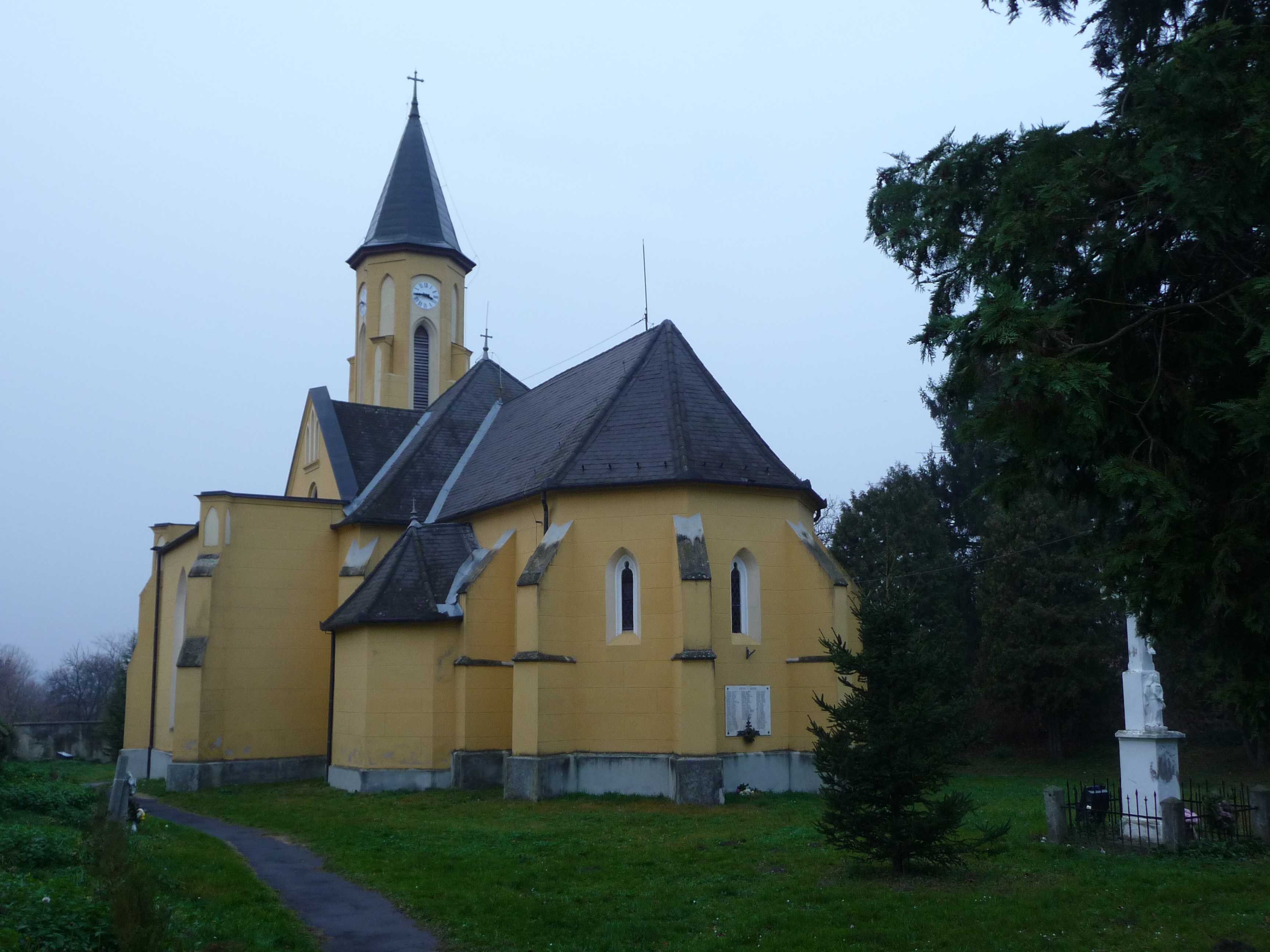
A templom kelet-délkeletről
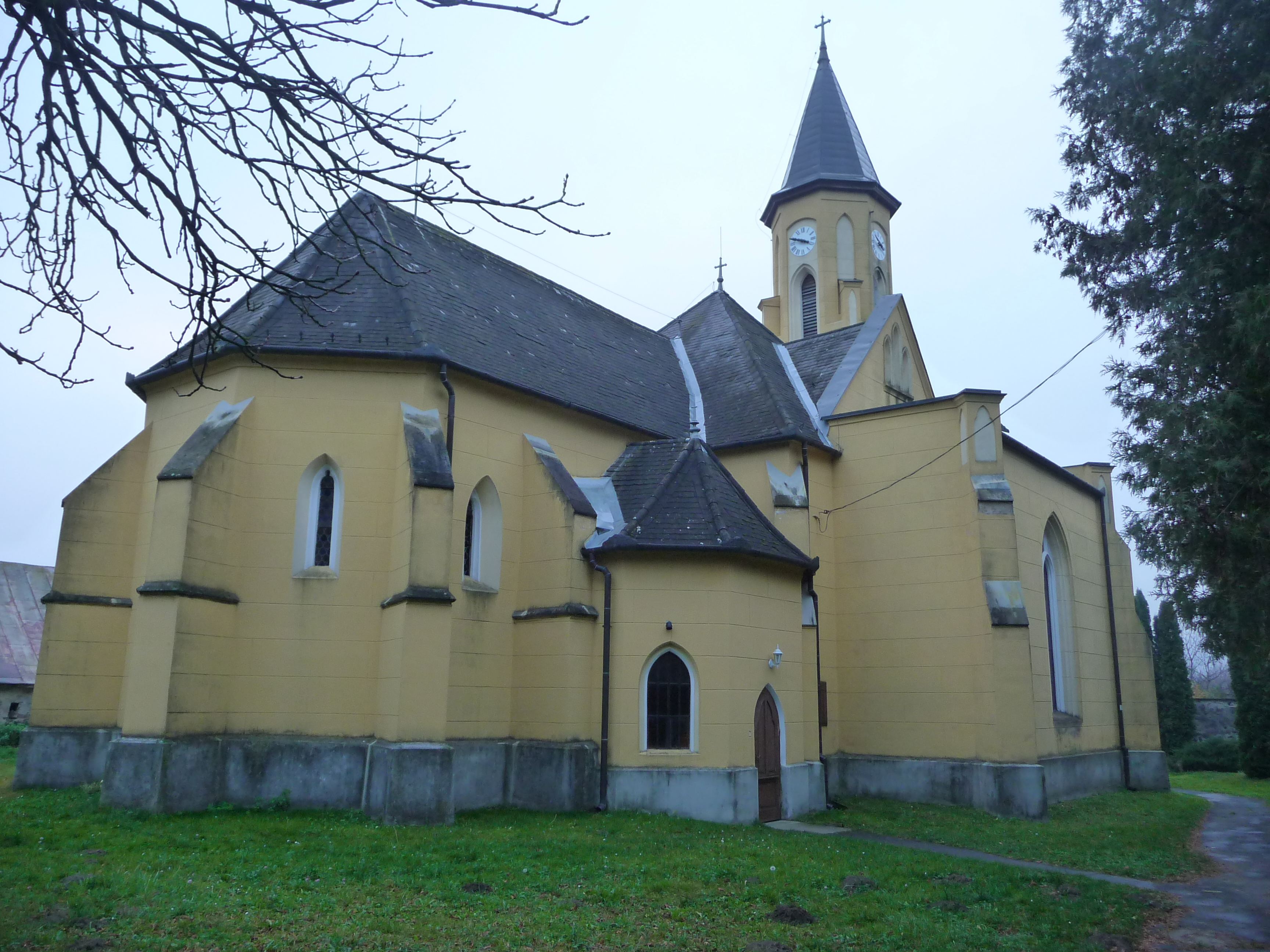
A templom kelet-északkeletről
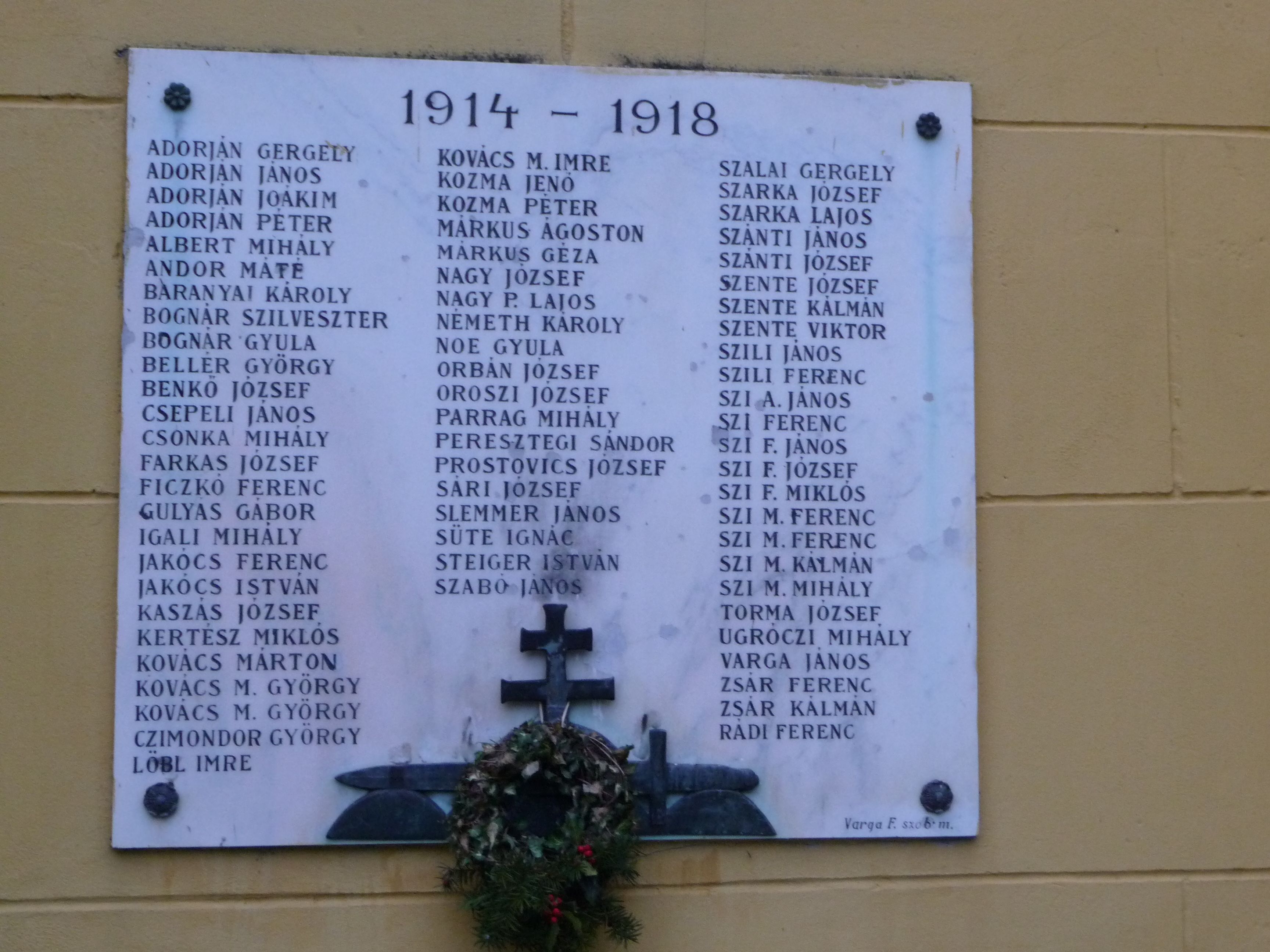
Az I. világháborúban elesettek emléktáblája a templom falán
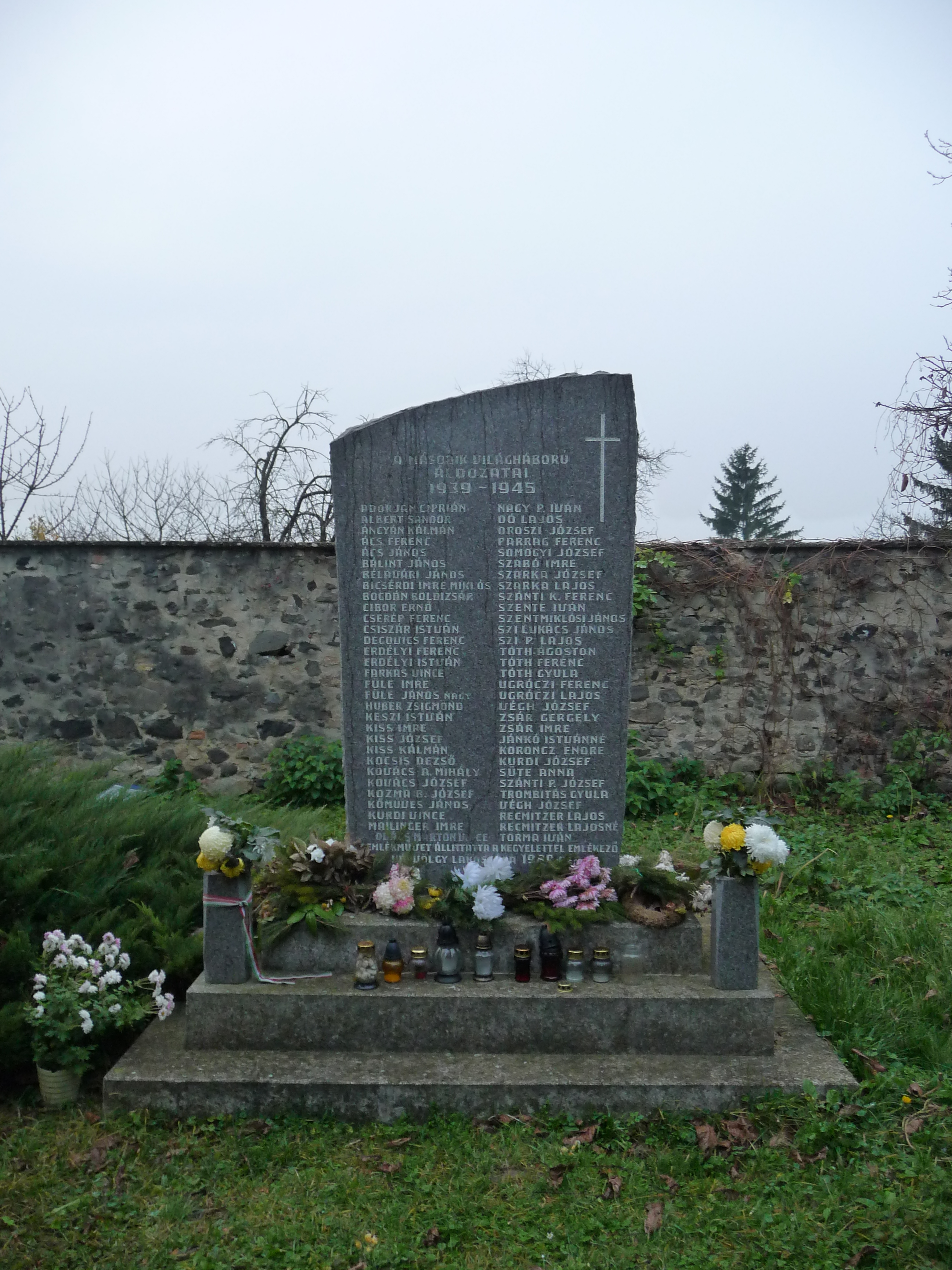
A II. világháborúban elesettek emlékműve a templom kertjében